# San Martín de Trevejo
San Martín de Trevejo – gmina w Hiszpanii, w prowincji Cáceres, w Estramadurze, o powierzchni 24,76 km². W 2011 roku gmina liczyła 895 mieszkańców.